# Тейлор, Томас, 2-й маркиз Хедфорт
Томас Тейлор, 2-й маркиз Хедфорт (англ. Thomas Taylour, 2rd Marquess of Headfort; 4 мая 1787 — 6 декабря 1870) — англо-ирландский аристократ и политик-виг, титулованный виконт Хедфорт с 1795 по 1800 год и граф Бектив с 1800 по 1829 год. Он был членом Палаты общин Великобритании от Мита с 1812 по 1830 год.

## Биография
Родился 4 мая 1787 года. Старший сын Томаса Тейлора, 1-го маркиза Хедфорта (1757—1829), и его жена Мэри (урождённой Куин; ум. 1842), дочери Джорджа Куина и Кэролайн Кавендиш.
24 октября 1829 года после смерти своего отца Томас Тейлор унаследовал титулы 2-го маркиза Хедфорта, 3-го графа Бектива из Бектив-касла (графство Мит), 3-го виконта Хедфорта из Хедфорта (графство Мит), 5-го баронета Тейлора из Келлса (графство Мит), и 3-го барона Хедфорта из Хедфорта (графство Мит).
10 сентября 1831 года для Томаса Тейлора был создан титул 1-го барона Кенлиса из Кенлиса, графство Мит, в Пэрстве Соединённого королевства, что давало ему право автоматически занимать место в Палате лордов Великобритании (другие его титулы находились в Пэрстве Ирландии). Он был приведен к присяге ирландским тайным советом в 1835 году и служил в администрации вигов лорда Мельбурна в качестве лорда в ожидании (правительственный кнут в Палате лордов) с 1837 по 1841 год. С 1831 по 1870 год маркиз Хедфорт также занимал пост лорда-лейтенанта Кавана. В 1839 году он был произведен в рыцари Ордена Святого Патрика.

## Семья
Лорд Хедфорт был дважды женат. 29 января 1822 года он женился первым браком на Оливии Стивенсон (ум. 21 июля 1834), дочери ирландского композитора Джона Эндрю Стивенсона (1761—1833). Первым мужем Оливии был Эдвард Туайт Далтон, от брака с которым у неё была одна дочь Аделаида Аннабелла Дантон. У лорда и леди Хедфорт было шесть детей:
- Томас Тейлор, 3-й маркиз Хедфорт (1 ноября 1822 — 22 июля 1894), старший сын и преемник отца
- леди Оливия Тейлор (8 февраля 1824 — 4 сентября 1916), муж с 1853 года преподобный Фредерик Фицпатрик (ум. 1895), двое детей
- леди Мэри Джулиана Тейлор (3 апреля 1825 — 26 сентября 1909)
- капитан лорд Роберт Коннолли Тейлор (7 ноября 1826 — 19 января 1851)
- леди Вирджиния Фрэнсис Зерлина Тейлор[англ.] (17 марта 1828 — 26 января 1922), писательница, муж с 1853 года Джозеф Сандарс (ум. 1893)
- генерал-майор лорд Джон Генри Тейлор (12 декабря 1831 — 4 февраля 1890), 1-я жена с 1855 года Мэри Хэммонд Макфарлейн (ум. 1872), от брака с которой у него было четверо детей; 2-я жена с 1873 года Элиза Уинифред Мэри Ллевеллин (ум. 1928), от брака с которой у него было трое детей.

21 июля 1834 года Оливия Тейлор, маркиз Хедфорт, скончалась от холеры. 6 мая 1853 года он вторым браком женился на леди Фрэнсис Макнахтен (ум. 2 марта 1878), дочери Джона Ливингстона Мартина и вдове подполковника Бомбейской армии Джеймса Макклинтока и сэра Уильяма Хэя Макнахтена (1793—1841), британского посланника в Афганистане, который был убит в Кабуле в 1841 году.
Маркиз Хедфорт умер в декабре 1870 года в возрасте 83 лет, и его титулы наследовал его старший сын от 1-го брака Томас. Вдова маркиза умерла в 1878 году.